# 短土佐鮃
短土佐鮃為輻鰭魚綱鰈形目鰈亞目鮃科的其中一種，為深海魚類，分布於西太平洋新喀里多尼亞海域，棲息深度250-320公尺，體長可達13.3公分，棲息在底層水域，生活習性不明。

## 扩展阅读
維基物種上的相關：短土佐鮃